# Tłumacz
Tłumacz – osoba, która dzięki znajomości co najmniej dwóch języków dokonuje przekładu wypowiedzi lub tekstu pisanego z języka źródłowego na język docelowy. Tłumaczenie wymaga nie tylko rozumienia tekstu, ale również sprawnego wyrażania jego treści w języku, na który ma być tłumaczony.

## Historia zawodu
Tak jak mowa poprzedziła pismo w rozwoju cywilizacji, tak tłumaczenie ustne jest z pewnością zjawiskiem o wiele starszym niż tłumaczenie pisemne i występowało od początku świadomego działania człowieka.
Tłumacze byli osobami kluczowymi w komunikacji międzyludzkiej, międzynarodowej i międzykulturowej. Często niedoceniani i traktowani jako wykonujący pracę służebną wobec władców lub specjalistów w danej dziedzinie, tłumacze okazali się niezbędni w dziedzinach takich jak handel międzynarodowy, postęp technologiczny, stosunki międzynarodowe, dyplomacja, wywiad i wojskowość, wymiana kulturowa, literatura, religia czy prawo międzynarodowe.
W okresie globalizacji nie słabnie popyt na pracę tłumaczy, a największa liczba tłumaczy znajduje stałe zatrudnienie w organizacjach międzynarodowych, takich jak ONZ, NATO i agencje Unii Europejskiej. Żadna instytucja, organizacja czy firma działająca na forum międzynarodowym nie może obejść się bez usług tłumaczeniowych zapewnianych przez wewnętrzne komórki ds. tłumaczeń lub zlecanych na zasadzie outsourcingu do zewnętrznych usługodawców. Tłumaczenie staje się jednym z elementów nowoczesnego rynku lokalizacyjnego, a więc dostosowania międzynarodowych produktów, usług czy publikacji do warunków lokalnych. Tradycyjna rola tłumacza jako lingwisty ulega rozszerzeniu, zaczyna on być postrzegany jako multispecjalista w dziedzinie skutecznej komunikacji.

### Patron tłumaczy
Za patrona tłumaczy uznaje się świętego Hieronima, jednego z najbardziej znanych tłumaczy w historii. Dokonał on monumentalnej pracy przełożenia na łacinę całości Biblii. Przekład ten nosi nazwę Wulgata. Wspomnienie św. Hieronima w kościele katolickim przypada 30 września. W tym samym dniu obchodzony jest Międzynarodowy Dzień Tłumacza.

## Kształcenie tłumaczy
Wykonywanie zawodu tłumacza nie wymaga teoretycznie formalnego wykształcenia i jest regulowane prawem wolnego rynku (wyjątkiem jest tu sytuacja tłumaczy przysięgłych, którzy w Polsce muszą uzyskać oficjalne kwalifikacje). Najczęściej tłumaczeniem zajmują się absolwenci różnego rodzaju studiów językowych (filologia, lingwistyka stosowana) lub kierunków związanych z problematyką tłumaczonych przez nich tekstów. Niejednokrotnie jako tłumacze pracują też obcokrajowcy mieszkający w Polsce. Inaczej niż w języku np. angielskim, polskie słowo „tłumacz” obejmuje zarówno tłumaczy pisemnych, jak i ustnych. Choć wiele osób zajmuje się oboma rodzajami tłumaczeń, w praktyce są to dwa różne zawody, tak więc sam proces kształcenia przebiega w obu wypadkach nieco inaczej.

### Kompetencje językowe i tłumaczeniowe
Niezbędnym warunkiem wykonywania zawodu tłumacza jest bardzo dobra znajomość języków, w których ma on zamiar pracować, czyli w swojej kombinacji językowej. Znakomita znajomość języków, a nawet dwujęzyczność, nie jest jednak tożsama ze specyficzną umiejętnością tłumaczenia, która wymaga długotrwałego ćwiczenia oraz pewnych naturalnych predyspozycji. I tak na przykład tłumaczenie ustne wymaga dużej odporności na stres, szybkiego kojarzenia faktów, podzielności uwagi, a w tłumaczeniu pisemnym niezmiernie ważna jest dbałość o szczegóły, spostrzegawczość i samokrytycyzm. Ważne jest też zrozumienie, na czym dokładnie polega proces przekładu i jaka jest w nim rola tłumacza, dlatego oprócz umiejętności praktycznych w programie studiów pojawia się często teoretyczna refleksja nad tłumaczeniem, tzw. translatoryka.

### Kompetencje techniczne
Kształcenie tłumaczy pisemnych odbywa się poprzez pracę nad wzorcowymi tekstami z różnych dziedzin. W toku ćwiczeń praktycznych tłumacze zyskują cenne doświadczenie, poznają zasady poprawnej redakcji i korekty tekstu, uczą się krytycznie posługiwać się specjalistycznymi słownikami, a także tworzyć glosariusze zawierające odpowiednią terminologię. Szkolą się również w obsłudze powszechnie używanych programów komputerowych (takich jak procesor tekstu, systemy typu desktop publishing itp.), a także uczą się korzystania z oprogramowania do tłumaczenia wspomaganego komputerowo (CAT). Niezmiernie ważną umiejętnością tłumacza jest też zdolność efektywnego poszukiwania i weryfikowania informacji występujących w tłumaczonym tekście, co powoduje, że jednym z głównych narzędzi tłumacza jest dziś Internet. Bardzo pomocną umiejętnością jest też szybkie pisanie bezwzrokowe.
W szkoleniu tłumaczy ustnych duży nacisk kładzie się na umiejętność uważnego słuchania w trudnych warunkach, ćwiczenie pamięci, a także techniki robienia notatek służących do tłumaczenia konsekutywnego, w którym tłumacz notuje przemówienie specjalnym systemem zapisu, a następnie za pomocą notatek odtwarza w języku docelowym słowa mówcy. Co więcej, tłumacze ustni ćwiczą podzielność uwagi – umiejętność konieczną do tłumaczenia symultanicznego, które jest rodzajem tłumaczenia ustnego wykonywanego na żywo, charakteryzującego się tym, że osoba, której wypowiedź jest tłumaczona nie przerywa wypowiedzi, aby umożliwić tłumaczowi zabranie głosu, musi on więc słuchać, mentalnie tłumaczyć i mówić równocześnie. Proces tłumaczenia symultanicznego zawsze odbywa się w kabinie.

### Szeroka wiedza ogólna, doświadczenie i samokształcenie
Oprócz umiejętności językowych i technicznych (różnych w zależności od typu tłumaczenia), tłumacze powinni legitymować się możliwie szeroką wiedzą merytoryczną z zakresu swojej specjalizacji. Dlatego też w zawodzie tłumacza niezmiernie ważną rolę odgrywa doświadczenie i ciągłe kształcenie (m.in. poprzez szkolenia i staże zagraniczne), gdyż żadna z kompetencji tłumacza nie jest statyczna i musi być stale doskonalona. Wielu tłumaczy stara się poszerzać swoje kompetencje, zarówno pogłębiając znajomość języków w swojej kombinacji, jak i poszerzając ją poprzez naukę nowych. Opanowanie języka w stopniu wystarczającym do profesjonalnego tłumaczenia jest jednak na tyle trudne i czasochłonne, że tłumacze rzadko pracują w więcej niż kilku językach.

### Uczelnie kształcące tłumaczy w Polsce
W Polsce gruntownym przygotowaniem do zawodu tłumacza, zarówno jeśli chodzi o tłumaczy pisemnych, jak i ustnych, zajmują się m.in.:
- Katedra do Badań nad Przekładem i Komunikacją Międzykulturową Wydziału Filologicznego Uniwersytetu Jagiellońskiego w Krakowie,
- Uczelnia Vistula w Warszawie
- Wydział Lingwistyki Stosowanej Uniwersytetu Warszawskiego
- Wydział Neofilologii Uniwersytetu im. Adama Mickiewicza w Poznaniu
- Instytut Anglistyki i Zakład Lingwistyki Stosowanej Uniwersytetu Marii Curie-Skłodowskiej w Lublinie
- Wyższa Szkoła Filologiczna we Wrocławiu
- Podyplomowe Studium Kształcenia Tłumaczy na Wydziale Filologicznym Uniwersytetu Mikołaja Kopernika w Toruniu
- Centrum Szkoleń Tłumaczeniowych w Sosnowcu
- Wyższa Szkoła Bankowa we Wrocławiu
- Instytut Lingwistyki Stosowanej Uniwersytetu Marii Curie-Skłodowskiej w Lublinie,
- Wyższa Szkoła Lingwistyczna w Częstochowie.
- Akademia Polonijna w Częstochowie
- Uniwersytet Jana Kochanowskiego w Kielcach
- Państwowa Wyższa Szkoła Wschodnioeuropejska w Przemyślu

## Warsztat pracy tłumacza
Bardzo pomocne, a najczęściej niezbędne dla tłumacza są następujące narzędzia:
- słowniki jedno- i dwujęzyczne, ogólne oraz specjalistyczne
- literatura fachowa z zakresu specjalizacji
- teksty równoległe i modelowe
- dostęp do grona ekspertów w danej dziedzinie, gdy konieczna jest konsultacja
- kanał komunikacji pozwalający na przyjmowanie i wykonywanie zleceń (telefon, fax, e-mail)
- komputerowy edytor lub inne narzędzie pozwalające na szybką i fachową edycję i korektę tekstu
- elektroniczne narzędzia wspomagające tłumaczenie
- dostęp do Internetu, który pozwala na skonsolidowanie większości wyżej wymienionych elementów.

Najważniejszym elementem warsztatu tłumacza jest jednak doskonała i stale uzupełniana kompetencja językowa oraz zdobywana przez lata praktyka.

## Stowarzyszenia zrzeszające tłumaczy w Polsce
- Stowarzyszenie Tłumaczy Polskich
- Stowarzyszenie Tłumaczy Literatury
- Stowarzyszenie Tłumaczy Audiowizualnych
- Polskie Towarzystwo Tłumaczy Przysięgłych i Specjalistycznych TEPIS
- Bałtyckie Stowarzyszenie Tłumaczy
- Stowarzyszenie Tłumaczy Polskiego Języka Migowego[1]

## Międzynarodowe organizacje i stowarzyszenia tłumaczy
- Tłumacze bez granic
- Międzynarodowa Federacja Tłumaczy

## Specjalizacje tłumaczy
Specjalizacji tłumaczy jest tyle ile dziedzin, w których wykorzystywana jest ich praca. Oto kilka przykładów:
- Tłumacz przysięgły
- Tłumacz konferencyjny
- Tłumacz kabinowy
- Tłumacz sądowy
- Tłumacz ekonomiczny
- Tłumacz wojskowy
- Tłumacz literacki
- Tłumacz symultaniczny
- Tłumacz freelancer
- Tłumacz konsekutywny